# Koldichevo

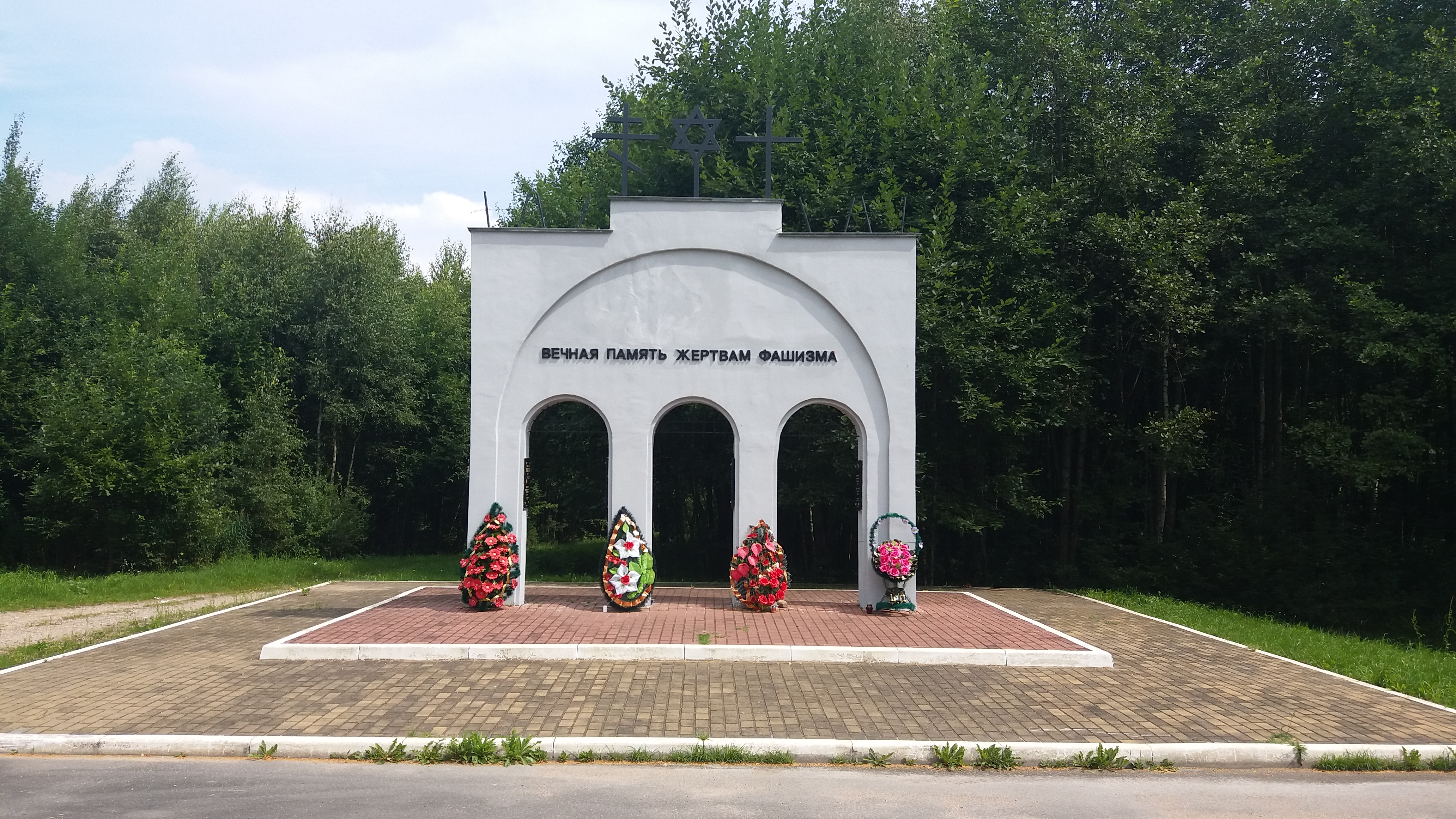
Monumento conmemortivo de Koldichevo.

Koldichevo fue el emplazamiento de un campo de concentración nazi en las cercanías de Baranovichi, Bielorrusia. Cerca 22.000 personas, la mayoría judíos, fueron ejecutados en el campo entre 1942 y 1944. El comandante del campo fue Friedrich Jeckeln. 

## Historia
Está situado a 18 kilómetros de Baranovichi, en la carretera que va a Novogrudok y sobre una antigua granja agrícola. En noviembre de 1942 se construyó un crematorio y en total fueron incineradas unas 600 víctimas.
En un principio el campo fue utilizado para encarcelar a miembros de la resistencia polaca y bielorrusa así como a la población judía de Gorodishche, Diatlovo, Novogrudok, Stolbtsy y Baranovichi.
Durante los años 1942 y 1944, unos 22.000 prisioneros judíos fueron asesinados.
Uno de los prisioneros del el campo, el Dr. Zelik Levinbok de Baranovichi, que manejaba medicamentos del hospital del campo, hurtaba grandes cantidades de productos farmacéuticos que mediante un campesino local enfermo al que trataba, las hacía llegar a la resistencia.
Este prisionero también colaboró junto a su esposa y su hijo de 8 años en la excavación de un túnel y ayudado por otros prisioneros en el interior y por la resistencia desde el exterior llegaron a abastecerse de 2 pistolas y 4 granadas; otro prisionero del campo cuya profesión era la de químico elaboró productos incendiarios a base de ácidos. Con todo este material el 17 de marzo de 1944 y durante una noche lluviosa envenenaron a los perros de la S.S., abrieron boquetes en las paredes y a través del túnel excavado consiguieron escapar 99 prisioneros; 24 fueron detenidos por la S.S. y el resto, otros 75, consiguieron escapar para unirse a la resistencia.